# 仆拉语
仆拉语（自称：pʰo55 lo55）是中国云南省一种未分类的彝语。虽然在文化上和夫拉语很像，Pelkey（2011）认为语言学上不能将其看做是夫拉语。
仆拉语使用者也被称为黑夫拉和花夫拉（Pelkey 2011:176）。

## 分类
Pelkey（2011:353）特意将仆拉语排除在外，注释道它没有东南彝语的共同创新。但Lama（2012）将其划为东南彝语。

## 分布
仆拉语使用者主要聚居在（Pelkey 2011:176）:
- 砚山县阿猛乡
- 丘北县天星乡东部

其他仆拉语社群分布在（Pelkey 2011:176）：
- 砚山县东部
- 丘北县平寨乡
- 广南县西部
- 麻栗坡县新寨乡

## 词汇
下列仆拉语词汇的原始彝语形式来自Pelkey（2011:390）。
| 词义 | 仆拉语 | 原始彝语  |
| ---- | ------ | --------- |
| 蜂   | bjɯ³³  | *bya²     |
| 芋   | bjɑ⁵³  | *blum²    |
| 银   | pʰi³³  | *plu¹     |
| 脸   | pʰjɔ⁵⁵ | *pyu²     |
| 毁   | pe̠⁴⁵   | *pyakH    |
| 变   | pʰjɑ̠⁴⁵ | *C-plekL  |
| 脓   | ᵐbjɑ³³ | *m-bliŋ¹  |
| 满   | phɑ̠²¹  | *m-bliŋ³  |
| 飞   | bi⁵³   | *b-yam¹   |
| 电   |        | *b-lyapL  |
| 释   | pʰjɑ³³ | *pyiŋ²    |
| 鹰   | to³³   | *ʔ-glaŋ²  |
| 刺   |        | *m-gya²   |
| 屎   | tʰæ³³  | *ʔ-kle²   |
| 载   | ʦɯ⁵⁵   | *ʔ-kun³/² |

上面的多数但不是全部仆拉语词汇没有展现东南彝语特有创新（Pelkey 2011:365）。
1. 原始彝语 *ʔ-k和*ʔ-ɡl > 原始东南彝语 *tɬ（现代对应：tɬ、kɬ、k、t、ɬ等）
2. 原始彝语 *pl/j和*ʔ-kl > 原始东南彝语 *tɬʰ（现代对应：tɬʰ、kɬʰ、kʰ、tʰ、ɬ等）
3. 原始彝语 *bl/j和*ɡl > 原始东南彝语 *dɮ（现代对应：dɮ、ɡɮ、ɡ、d等）
4. 原始彝语 *m-pl/j和*m-bl/j > 原始东南彝语 *ndɮ（现代对应：ndɮ、ŋɡɮ、nd等）

其他仆拉语词汇来自Pelkey（2011:301）:
- qɑ̠⁴⁵lɑ̠⁴⁵（脖）
- ᵐbjɑ⁵⁵ʑɛ²¹（脓）
- phɑ̠²¹（满）
- χɑ⁵⁵（长）
- mɑ⁵⁵（名）
- mɑ̠⁴⁵（熟）

《云南彝语方言词语汇编》（1983）中有更多仆拉语词汇，Lama（2012）中引用了一部分。